# قائمة زملاء الجمعية الملكية المنتخبين في 1677
هذه الصفحة تعرض قائمة زملاء الجمعية الملكية المُنتخبين لعام 1677.

## الزملاء
1. Robert Plot [الإنجليزية]‏
2. Thomas Gale [الإنجليزية]‏
3. جون فلامستيد
4. توماس سميث [الإنجليزية]‏